# Campionati italiani estivi di nuoto 1904
I VI Campionati italiani di nuoto si sono svolti a Lecco, nelle acque del lago, il 21 agosto e il 22 agosto 1904. Sono stati i primi campionati dove il programma, oltre alle gare dello stadio (185m) e del miglio (1852m)  ha previsto gare in più stili, alcuni non più usati in competizioni ufficiali, come il nuoto sul fianco e quello a bracciate. Lo stile "sul petto" è quello che oggi chiamiamo a rana.

## Podi
Sino al 1931 venivano usati cronometri precisi al quinto di secondo (0,2 sec.); i tempi sono stati riportati usando i decimi di secondo, ne segue che le cifre dei decimi appaiano sempre pari.
| Evento            | Oro               | Tempo  | Argento           | Tempo  | Bronzo       | Tempo  |
|                   |                   |        |                   |        |              |        |
| stadio            | Mario Albertini   | 3'06"0 | Vittorio Semorile | 3'15"0 | Enrico Rossi | 3'22"0 |
| miglio            | Mario Albertini   | 33'25" | Vittorio Semorile | 35'35" | Enrico Rossi | 36'07" |
| Stili artistici   |                   |        |                   |        |              |        |
| 100 m a dorso     | Amilcare Beretta  | 2'15"  | Ongetta           | 2'30"  | ---          | ---    |
| 100 m sul fianco  | Mario Albertini   | 1'46"  | Amilcare Beretta  | 1'50"  | Enrico Rossi | 1'53"  |
| 100 m sul petto   | Franco Amatore    | 2'00"  | Campagnani        | 2'05"  | ---          | ---    |
| 100 m a bracciate | Vittorio Semorile | 1'45"  | Enrico Rossi      | 2'00"  | ---          | ---    |